# Sagaropsis longivitta
Sagaropsis longivitta là một loài bướm đêm thuộc phân họ Arctiinae, họ Erebidae.